# غوليتا (كاليفورنيا)
غوليتا (بالإنجليزية: Goleta )‏ هي إحدى مدن مقاطعة سانتا باربارا، كاليفورنيا. تم إعطاءها لقب مدينة في 1 فبراير، 2002.

## المناخ
يظهر الجدول التالي التغييرات المناخية على مدار السنة لغوليتا:
| البيانات المناخية لـغوليتا              | البيانات المناخية لـغوليتا | البيانات المناخية لـغوليتا | البيانات المناخية لـغوليتا | البيانات المناخية لـغوليتا | البيانات المناخية لـغوليتا | البيانات المناخية لـغوليتا | البيانات المناخية لـغوليتا | البيانات المناخية لـغوليتا | البيانات المناخية لـغوليتا | البيانات المناخية لـغوليتا | البيانات المناخية لـغوليتا | البيانات المناخية لـغوليتا | البيانات المناخية لـغوليتا |
| الشهر                                   | يناير                      | فبراير                     | مارس                       | أبريل                      | مايو                       | يونيو                      | يوليو                      | أغسطس                      | سبتمبر                     | أكتوبر                     | نوفمبر                     | ديسمبر                     | المعدل السنوي              |
| --------------------------------------- | -------------------------- | -------------------------- | -------------------------- | -------------------------- | -------------------------- | -------------------------- | -------------------------- | -------------------------- | -------------------------- | -------------------------- | -------------------------- | -------------------------- | -------------------------- |
| الدرجة القصوى °ف (°م)                   | 89 (32)                    | 89 (32)                    | 96 (36)                    | 101 (38)                   | 101 (38)                   | 103 (39)                   | 108 (42)                   | 99 (37)                    | 105 (41)                   | 103 (39)                   | 97 (36)                    | 92 (33)                    | 108 (42)                   |
| متوسط درجة الحرارة الكبرى °ف (°م)       | 64.7 (18.2)                | 65.4 (18.6)                | 66.1 (18.9)                | 69.0 (20.6)                | 69.6 (20.9)                | 71.2 (21.8)                | 74.7 (23.7)                | 76.0 (24.4)                | 75.1 (23.9)                | 72.8 (22.7)                | 68.9 (20.5)                | 64.7 (18.2)                | 69.9 (21.1)                |
| متوسط درجة الحرارة الصغرى °ف (°م)       | 46.4 (8.0)                 | 48.1 (8.9)                 | 49.8 (9.9)                 | 51.8 (11.0)                | 54.6 (12.6)                | 57.5 (14.2)                | 60.4 (15.8)                | 60.4 (15.8)                | 59.6 (15.3)                | 56.2 (13.4)                | 50.3 (10.2)                | 46.7 (8.2)                 | 53.5 (11.9)                |
| أدنى درجة حرارة °ف (°م)                 | 20 (−7)                    | 27 (−3)                    | 30 (−1)                    | 30 (−1)                    | 36 (2)                     | 42 (6)                     | 44 (7)                     | 46 (8)                     | 38 (3)                     | 34 (1)                     | 28 (−2)                    | 25 (−4)                    | 20 (−7)                    |
| معدل هطول الأمطار إنش (مم)              | 4.14 (105)                 | 4.68 (119)                 | 3.59 (91)                  | 0.77 (20)                  | 0.35 (8.9)                 | 0.09 (2.3)                 | 0.01 (0.25)                | 0.03 (0.76)                | 0.29 (7.4)                 | 0.52 (13)                  | 1.48 (38)                  | 2.63 (67)                  | 18.58 (472.61)             |
| متوسط الأيام الممطرة (≥ 0.01 in)        | 6.5                        | 6.3                        | 6.5                        | 2.9                        | 1.4                        | 0.9                        | 0.4                        | 0.5                        | 1.2                        | 1.7                        | 3.8                        | 4.9                        | 37                         |
| المصدر: Western Regional Climate Center |                            |                            |                            |                            |                            |                            |                            |                            |                            |                            |                            |                            |                            |

## أعلام
- دونالد ويليس
- داني دوفي
- دونكان رينالدو